# Lucile Browne
Lucile B. Browne (* 18. März 1907 in Memphis, Tennessee; † 10. Mai 1976 in Lexington, Virginia) war eine US-amerikanische Schauspielerin.

## Leben
Wie viele andere Schauspielerinnen arbeitete Lucille Browne zunächst als Model, bevor sie ihre Schauspielkarriere startete. Sie schloss sich einer Schauspieltruppe in Chicago an und war ein paar Jahre als Theaterschauspielerin tätig. 1930 trat Browne zusammen mit der Theaterlegende Richard Bennett in Jarnigan auf, als sie ihren ersten Filmvertrag von Fox Film Corporation unterschrieb. Bereits in ihrem ersten Film, dem Abenteuerfilm The Last of the Duanes, erhielt sie die weibliche Hauptrolle neben George O’Brien. Auch in weiteren Filmen in den folgenden Jahren spielte die Blondine zahlreiche Leading Ladys in zumeist billigen Western, Actionfilmen und Serials. 1935 wurde sie zum Beispiel jeweils in den B-Western Im Tal des Regenbogens und Abenteuer in Texas als weibliche Hauptdarstellerin an der Seite von John Wayne besetzt, welcher noch vor seinem großen Durchbruch stand.
Abseits dieser B-Abenteuerfilme erhielt Browne nur wenige nennenswerte Chancen, unter anderem neben Kay Francis in Girls About Town (1931) sowie als schöne Wirtstochter Zerlina in der Laurel-und-Hardy-Operette The Devil’s Briother (1933). Obwohl sie in den kleineren Filmen Hauptrollen spielte, wurde sie in einigen größeren Filmen noch nicht einmal in den Credits erwähnt. 
An den Filmsets des Filmserials The Airmail Mystery (1932) traf Browne den Schauspieler James Flavin, der gemeinsam mit ihr die Hauptrollen spielte. Sie heirateten noch im selben Jahr und bekamen einen Sohn namens James William Flavin, der später Professor wurde. Ende der 1930er-Jahre zog sich Browne weitgehend aus dem Filmgeschäft zurück und trat während der 1940er-Jahre nur noch sporadisch in einigen kleineren Rollen auf. 1950 drehte sie ihren letzten von rund 45 Filmen.
In den 1960er-Jahren arbeitete sie in einem Kaufhaus in Westwood, ein Job, der ihr sehr gefiel. Am 23. April 1976 verstarb James Flavin im Alter von 69 Jahren nach rund 44 Jahren Ehe mit Lucile. Sie verstarb nur 17 Tage nach ihrem Ehemann am 10. Mai 1976, ebenfalls mit 69 Jahren. Sie liegen gemeinsam im Holy Cross Cemetery in Culver City bestattet.

## Filmografie (Auswahl)
- 1930: The Last of the Duanes
- 1930: Die Drei von der Feuerwache (Soup to Nuts)
- 1931: Girls About Town
- 1931: Buffalo Bill, der tollkühne Reiter 1.Teil (Battling with Buffalo Bill)
- 1932: Der fliegende Tod (The Airmail Mystery)
- 1932: Der letzte Mohikaner (The Last of the Mohicans)
- 1933: Laurel und Hardy: Hände hoch – oder nicht (The Devil’s Brother)
- 1933: Double Harness
- 1933: Carioca (Flying Down to Rio)
- 1934: Gauner auf Urlaub (Hide-Out)
- 1934: Gesetz der Wildnis (The Law of the Wild)
- 1935: Fünf Jahre und ein Tag danach (Tumbling Tumbleweeds)
- 1935: Abenteuer in Texas (Texas Terror)
- 1935: Im Tal des Regenbogens (Rainbow Valley)
- 1935: Magnificent Obsession
- 1937: Sackgasse (Dead End)
- 1938: Singende Herzen (Sweethearts)
- 1939: Missing Daughters
- 1944: Pinky und Curly (Once Upon a Time)
- 1944: Der dünne Mann kehrt heim (The Thin Man Goes Home)
- 1950: Die Männerfeindin (A Woman of Distinction)
- 1950: Mein Glück in deine Hände (No Sad Songs for Me)